# Torneio Octávio Pinto Guimarães de 2017
Torneio Octávio Pinto Guimarães de 2017 foi a 32ª edição desta competição na categoria sub-20 do futebol no Rio de Janeiro e foi organizada pela Federação de Futebol do Estado do Rio de Janeiro (FERJ).

## Participantes
| Equipe           | Cidade                |
| America          | Rio de Janeiro        |
| Americano        | Campos dos Goytacazes |
| Artsul           | Nova Iguaçu           |
| Audax Rio        | São João de Meriti    |
| Bangu            | Rio de Janeiro        |
| Boavista-RJ      | Saquarema             |
| Botafogo         | Rio de Janeiro        |
| Flamengo         | Rio de Janeiro        |
| Fluminense       | Rio de Janeiro        |
| Itaboraí         | Itaboraí              |
| Madureira        | Rio de Janeiro        |
| Nova Iguaçu      | Nova Iguaçu           |
| Olaria           | Rio de Janeiro        |
| Portuguesa-RJ    | Rio de Janeiro        |
| Tigres do Brasil | Duque de Caxias       |
| Vasco da Gama    | Rio de Janeiro        |

## Regulamento
O Torneio Octávio Pinto Guimarães é disputado da seguinte forma. Os 16 times são divididos em 4 grupos de 4 equipes jogando em turno único, se classificando para a segunda fase os dois primeiros de cada grupo. Na segunda fase serão dois grupos de 4 equipes jogando em turno e returno, se classificando o primeiro de cada grupo para a final da competição. Na final serão dois jogos de ida e volta para decidir o campeão. 

### Critérios de desempate
Para o desempate entre duas ou mais equipes segue-se a ordem definida abaixo:
1. Maior número de vitórias
2. Maior saldo de gols
3. Maior número de gols pró
4. Confronto direto
5. Menor número de cartões amarelos e vermelhos
6. Sorteio público na sede da Federação, em dia e horário a serem determinados

## Primeira fase

### Grupo A
| Equipe        | Pts | J | V | E | D | GP | GC | SG |
| ------------- | --- | - | - | - | - | -- | -- | -- |
| Botafogo      | 7   | 3 | 2 | 1 | 0 | 6  | 2  | +4 |
| Portuguesa-RJ | 7   | 3 | 2 | 1 | 0 | 6  | 3  | +3 |
| Nova Iguaçu   | 3   | 3 | 1 | 0 | 2 | 4  | 5  | –1 |
| America       | 0   | 3 | 0 | 0 | 3 | 2  | 8  | –6 |

|               | AME | BOT | NIG | POR |
| ------------- | --- | --- | --- | --- |
| America       | –   |     |     | 1–3 |
| Botafogo      | 3–0 | –   |     | 1–1 |
| Nova Iguaçu   | 2–1 | 1–2 | –   |     |
| Portuguesa-RJ |     |     | 2–1 | –   |

### Grupo B
| Equipe   | Pts | J | V | E | D | GP | GC | SG |
| -------- | --- | - | - | - | - | -- | -- | -- |
| Olaria   | 7   | 3 | 2 | 1 | 0 | 5  | 0  | +5 |
| Flamengo | 4   | 3 | 1 | 1 | 1 | 2  | 3  | –1 |
| Itaboraí | 3   | 3 | 1 | 0 | 2 | 2  | 5  | –3 |
| Bangu    | 2   | 3 | 0 | 2 | 1 | 2  | 3  | –1 |

|          | BAN | FLA | ITA | OLA |
| -------- | --- | --- | --- | --- |
| Bangu    | –   | 1–1 | 1–2 |     |
| Flamengo |     | –   | 1–0 | 0–2 |
| Itaboraí |     |     | –   | 0–3 |
| Olaria   | 0–0 |     |     | –   |

### Grupo C
| Equipe        | Pts | J | V | E | D | GP | GC | SG |
| ------------- | --- | - | - | - | - | -- | -- | -- |
| Artsul        | 6   | 3 | 2 | 0 | 1 | 3  | 2  | +1 |
| Audax Rio     | 4   | 3 | 1 | 1 | 1 | 2  | 2  | 0  |
| Vasco da Gama | 4   | 3 | 1 | 1 | 1 | 1  | 1  | 0  |
| Madureira     | 3   | 3 | 1 | 0 | 2 | 3  | 4  | –1 |

|               | ART | AUD | MAD | VAS |
| ------------- | --- | --- | --- | --- |
| Artsul        | –   | 0–1 |     |     |
| Audax Rio     |     | –   | 1–2 |     |
| Madureira     | 1–2 |     | –   | 0–1 |
| Vasco da Gama | 0–1 | 0–0 |     | –   |

### Grupo D
| Equipe           | Pts | J | V | E | D | GP | GC | SG |
| ---------------- | --- | - | - | - | - | -- | -- | -- |
| Fluminense       | 9   | 3 | 3 | 0 | 0 | 7  | 1  | +6 |
| Tigres do Brasil | 6   | 3 | 2 | 0 | 1 | 3  | 1  | +2 |
| Boavista-RJ      | 1   | 3 | 0 | 1 | 2 | 1  | 4  | –3 |
| Americano        | 1   | 3 | 0 | 1 | 2 | 0  | 5  | –5 |

|                  | AME | BVT | FLU | TIG |
| ---------------- | --- | --- | --- | --- |
| Americano        | –   |     |     | 0–1 |
| Boavista-RJ      | 0–0 | –   |     |     |
| Fluminense       | 4–0 | 2–1 | –   |     |
| Tigres do Brasil |     | 2–0 | 0–1 | –   |

## Segunda fase

### Grupo E
| Equipe     | Pts | J | V | E | D | GP | GC | SG  |
| ---------- | --- | - | - | - | - | -- | -- | --- |
| Botafogo   | 11  | 6 | 3 | 2 | 1 | 14 | 7  | +7  |
| Flamengo   | 10  | 6 | 3 | 1 | 2 | 12 | 5  | +7  |
| Fluminense | 10  | 6 | 3 | 1 | 2 | 8  | 8  | 0   |
| Audax Rio  | 2   | 6 | 0 | 2 | 4 | 3  | 17 | –14 |

|            | AUD | BOT | FLA | FLU |
| ---------- | --- | --- | --- | --- |
| Audax Rio  | –   | 1–1 | 0–0 | 1–2 |
| Botafogo   | 6–0 | –   | 3–2 | 2–2 |
| Flamengo   | 5–0 | 2–1 | –   | 0–1 |
| Fluminense | 3–1 | 0–1 | 0–3 | –   |

### Grupo F
| Equipe           | Pts | J | V | E | D | GP | GC | SG  |
| ---------------- | --- | - | - | - | - | -- | -- | --- |
| Portuguesa-RJ    | 14  | 6 | 4 | 2 | 0 | 13 | 3  | +10 |
| Olaria           | 11  | 6 | 3 | 2 | 1 | 12 | 5  | +7  |
| Artsul           | 6   | 6 | 2 | 0 | 4 | 6  | 15 | –9  |
| Tigres do Brasil | 3   | 6 | 1 | 0 | 5 | 4  | 12 | –8  |

|                  | ART | OLA | POR | TIG |
| ---------------- | --- | --- | --- | --- |
| Artsul           | –   | 1–4 | 1–4 | 1–0 |
| Olaria           | 3–0 | –   | 2–2 | 2–0 |
| Portuguesa-RJ    | 2–0 | 0–0 | –   | 3–0 |
| Tigres do Brasil | 2–3 | 2–1 | 0–2 | –   |

## Final
| 11 de novembro | Portuguesa-RJ | 1 – 1 | Botafogo | Estádio Luso Brasileiro, Rio de Janeiro |
| 16:00          |               |       |          |                                         |

| 18 de novembro | Botafogo | 1 – 1 | Portuguesa-RJ | Estádio Nilton Santos, Rio de Janeiro |
| 15:45          |          |       |               |                                       |

|  |     | Penalidades |
|  | 2–1 |             |

## Premiação
| Torneio OPG de 2017          |
| Rio de Janeiro               |
| ---------------------------- |
| BOTAFOGO Campeão (5º título) |